# Callitriche antarctica
Callitriche antarctica är en grobladsväxtart som beskrevs av Georg George Engelmann och Christoph Friedrich Hegelmaier. Callitriche antarctica ingår i släktet lånkar, och familjen grobladsväxter. Inga underarter finns listade i Catalogue of Life.